# يان إكرا
يان إكرا (بالفرنسية: Yann Ekra)‏ (مواليد 10 ديسمبر 1990 في ساحل العاج) لاعب كرة قدم عاجي يلعب حاليا لصالح نادي الدرجة الممتازة هال سيتي الإنجليزي منذ 2008 في مركز المهاجم .

## روابط خارجية
- يان إكرا على موقع الدوري الأمريكي (الإنجليزية)
- يان إكرا على موقع إي إس بي إن إف سي (الإنجليزية)
- يان إكرا على موقع قاعدة بيانات كرة القدم.إي يو (الإنجليزية)
- يان إكرا على موقع Soccerway.com (الإنجليزية)